# Empatia (album)
Empatía è un album di Antonella Ruggiero, pubblicato il 5 dicembre 2020.
Si tratta della registrazione del concerto tenutosi nella Basilica di Sant’Antonio a Padova l’8 febbraio 2020, in occasione del Concerto per la Pace organizzato per l’inaugurazione di Padova capitale europea del volontariato 2020.
“Empatía” è Prodotto da Roberto Colombo e Maurizio Camardi per l'etichetta discografica Libera.

## Formazione
Ad accompagnare Antonella Ruggiero è la formazione composta dal Maurizio Camardi Sabir 5et (Maurizio Camardi ai saxofoni, duduk e flauti insieme a Sabir, un quartetto di musicisti acustici formato da Alessandro Tombesi all’arpa, Ilaria Fantin all’arciliuto, Annamaria Moro al violoncello e Alessandro Arcolin alle percussioni) e da Roberto Colombo, al vocoder e organo liturgico.

## Tracce
1. Nos padre (M. Camardi)
2. Ave Maria (F. De André)
3. La danza (Tu mhi shiva) (D. Fossati, A. Ruggiero, R. Colombo)
4. Echi d’infinito (Kaballà, M. Venuti)
5. Ave Maris stella (M. Thomas)
6. Veni veni Emmanuel (Tradizionale)
7. Il viaggio (D. Fossati, A. Ruggiero, R. Colombo)
8. Respondemos (Tradizionale)
9. Deus ti salvet Maria (Tradizionale)
10. Kyrie (Missa luba) (G. Haazen)
11. Armaduk (M. Camardi)
12. Cavallo bianco (S. Stellita, P. Cassano, C. Marrale)
13. Creuza de ma (M. Pagani, F. de André)
14. Barene (strumentale) (musica: A. Tombesi)
15. Soltanto / Main rue platz (tradizionale Yiddish) (A. Moro (testo e voce))